# 中流击水
《中流击水》（原名《红船》）是2021年在中国大陆上映的历史剧，导演宋业明，编剧黄亚洲，主演王仁君、董勇、王志飞、马少骅。2021年5月15日在央视一套播出，同步在爱奇艺、腾讯视频、优酷网、央视频播出。该剧是庆祝中国共产党建党100周年献礼剧。

## 播出时间
| 頻道                   | 所在地   | 播映日期 | 播出時間               | 備註                            |
| ---------------------- | -------- | -------- | ---------------------- | ------------------------------- |
| 广州广播电视台综合频道 | 中国大陆 | 待定     | 待定                   | 雷霆剧场，连播2集，粤语配音版本 |
| 港台电视31             | 香港     | 待定     | 星期六、日 11:00-13:00 | 周末国剧影院，连播2集           |

## 剧情
该剧讲述1919年五四运动到1928年井冈山会师之间中国共产党的历史。

## 演员
- 马少骅 演 孙中山
- 王仁君 演 毛泽东
- 董勇 演 李大钊
- 王志飞 演 陈独秀
- 奚望 演 杨开慧
- 孙茜 演 宋庆龄
- 于洋 演 何叔衡
- 林江国 演 瞿秋白
- 丁柳元 演 高君曼
- 曲哲明 演 周恩来
- 刘梦珂 演 邓颖超
- 薛奇 演 刘少奇
- 宋佳伦 演 朱德
- 陈逸恒 演 廖仲恺
- 徐永革 演 李达
- 杨立新 演 杨昌济
- 刘之冰 演 蔡元培
- 邵峰 演 汪精卫
- 张宁江 演 叶挺
- 严屹宽 演 施洋
- 胡凯莉 演 蔡畅
- 齐奎 演 林祥谦
- 宋禹 演 蒋介石
- 张宁江 演 叶挺
- 陆玲 演 赵纫兰
- 桑茗胜 演 张国焘
- 张浩 演 董必武
- 刘昱彤 演 蒋先云
- 王诗嘉 演 陈毅
- 张志宏 演 吕维本
- 李盟 演 罗章龙
- 康磊 演 陈延年
- 李吉昌 演 蔡和森
- 王子 演 刘仁静
- 韦颢 演 包惠僧
- 周建鹏 演 陈公博
- 宁宸霄 演 毛岸英
- 明俊臣 演 毛泽民
- 唐以诺 演 戴季陶
- 宋业明 演 黄金荣
- 张歌 演 邓演达
- 王之民 演 李立三
- 刘涤非 演 李汉俊
- 赵晓明 演 林森
- 高欣生 演 秦大路
- 杨天正 演 王尽美
- 李槐龙 演 张太雷
- 宋乃刚 演 叶楚怆
- 董成城 演 陈谭秋
- 程琤 演 王会悟
- 郭慧 演 向振熙
- 赵秦 演 秦小翠
- 黄薇 演 杨振德
- 张嘉文涵 演 杨之华
- 龚平 演 邓恩铭
- 富俊峰 演 周佛海
- 张凌翔 演 邓汉清
- 由立平 演 汪孟邹
- 贺镪 演 吴佩孚
- 李曼 演 李祗欣
- 尹元章 演 福顺大叔
- 何俊雄 演 铁龙
- 马军 演 彭璜
- 梁浩 演 石头
- 来钰 演 黑筐

## 曲目
| 曲序 | 曲目                   |        | 作曲   | 歌手   |
| ---- | ---------------------- | ------ | ------ | ------ |
| 1.   | 《你的名字》（片尾曲） | 任卫新 | 张宏光 | 阿云嘎 |